# Fodé Doucouré
Fodé Doucouré (Bamako, 3 febbraio 2001) è un calciatore maliano, difensore del Le Havre e della nazionale maliana.

## Caratteristiche tecniche
È un terzino destro.

## Carriera

### Club
Nato in Mali, cresce nel settore giovanile del Diambars e nel JMG Bamako prima di approdare in Francia nel 2019 fra le file dello Stade Reims, che lo aggrega alla propria seconda squadra. Debutta in prima squadra il 25 ottobre 2020 in occasione dell'incontro di Ligue 1 vinto 4-0 contro il Montpellier.
Il 10 gennaio 2022 viene ceduto in prestito al Red Star.
Il 28 luglio 2022 fa ritorno al Red Star, questa volta a titolo definitivo.

### Nazionale
Nel giugno 2024 viene inserito nella lista dei convocati per le Olimpiadi di Parigi.
Il 6 settembre 2024, alla prima convocazione, fa il suo esordio con la nazionale maggiore nel pareggio per 1-1 contro il Mozambico.

## Statistiche
Statistiche aggiornate al 12 marzo 2021.

### Presenze e reti nei club
| Stagione        | Squadra         | Campionato      | Campionato | Campionato | Coppe nazionali | Coppe nazionali | Coppe nazionali | Coppe continentali | Coppe continentali | Coppe continentali | Altre coppe | Altre coppe | Altre coppe | Totale | Totale | Totale |
| Stagione        | Squadra         | Comp            | Pres       | Reti       | Comp            | Pres            | Reti            | Comp               | Pres               | Reti               | Comp        | Pres        | Reti        | Pres   | Reti   |        |
| --------------- | --------------- | --------------- | ---------- | ---------- | --------------- | --------------- | --------------- | ------------------ | ------------------ | ------------------ | ----------- | ----------- | ----------- | ------ | ------ | ------ |
| 2019-2020       | Stade Reims 2   | N2              | 20         | 0          |                 | -               | -               |                    | -                  | -                  |             | -           | -           | 20     | 0      |        |
| 2020-2021       | Stade Reims 2   | N2              | 5          | 0          |                 | -               | -               |                    | -                  | -                  |             | -           | -           | 5      | 0      |        |
| 2020-2021       | Stade Reims     | L1              | 5          | 0          | CF              | 0               | 0               |                    | -                  | -                  |             | -           | -           | 5      | 0      |        |
| Totale carriera | Totale carriera | Totale carriera | 30         | 0          |                 | 0               | 0               |                    | -                  | -                  |             | -           | -           | 30     | 0      |        |

## Palmarès

### Club

#### Competizioni nazionali
- Championnat National: 1

Red Star: 2023-2024